# NS 2000 (stoomlocomotief)
De serie NS 2000 was een serie sneltreinstoomlocomotieven van de Nederlandse Spoorwegen (NS) en diens voorganger Maatschappij tot Exploitatie van Staatsspoorwegen (SS).
Doordat de zware mailtreinen steeds vaker met twee locomotieven van de serie 300 vervoerd werden, kreeg de SS de behoefte aan locomotieven met een groter vermogen dan de serie 800. In 1900 werd een zestal door Beyer, Peacock and Company in Manchester gebouwde locomotieven als de serie 995-999 in dienst gesteld. Om de asdruk onder de 15 ton te houden werd achter de gekoppelde drijfwielen nog een loopas geplaatst.
De locomotieven kenden een onrustige loop, waar de SS, ondanks vele constructiewijzigingen, geen verbetering in wist te brengen. Bij de 995 werd het voorste loopdraaistel twintig centimeter naar voren geplaatst. 
Bij de samenvoeging van het materieelpark van de  HSM en de SS in 1921 kregen de locomotieven van deze serie de NS-nummers 2001-2005. De NS zette de pogingen van de SS om de loopeigenschappen te verbeteren voort, maar ook de NS slaagde hier niet in. De 2005 werd in 1923 voorzien van een loopdraaistel van een NS 3700. Uiteindelijk werden de locomotieven naar de goederendienst verbannen.
Tussen 1930 en 1932 werden de locomotieven buiten dienst gesteld. De 2005 werd na de buitendienststelling in 1932 verbouwd door weerstandwagen NS 169002 voor het gebruik in meettreinen. Aanvankelijk zou ook de 2001 tot weerstandwagen worden verbouwd, maar wegens de te hoge kosten is dat niet uitgevoerd. De 169002 werd tot in het begin van de jaren 1950 nog gebruikt en is in 1955 in Nuenen gesloopt.
| Fabrieksnummer | In dienst | SS nummer | NS nummer | Uit dienst | Bijzonderheden                                        |
| -------------- | --------- | --------- | --------- | ---------- | ----------------------------------------------------- |
| 4092           | 1900      | 995       | 2001      | 1932       |                                                       |
| 4093           | 1900      | 996       | 2002      | 1930       |                                                       |
| 4094           | 1900      | 997       | 2003      | 1931       |                                                       |
| 4095           | 1900      | 998       | 2004      | 1930       |                                                       |
| 4096           | 1900      | 999       | 2005      | 1932       | Verbouwd tot weerstandswagen 169002, in 1955 gesloopt |